# Nokia Lumia 610
A Nokia Lumia 610 egy a Nokia által gyártott okostelefon. A Nokia Lumia 610 támogatja a 3G-s hálózatot,  a hátsó kamerát és a MicroSIM kártyát is. Elsőként 2012. április 29-én gurult le a futószalagról és 2012. május 3-án került a boltokba. Elődjét, a Nokia Lumia 600-at helyettesíti, és mára már nagyon népszerű lett. 2016. januárjában azonban alulmaradt a Nokia Lumia 800 és a Microsoft Lumia 650 modellek mellett.

## A kezdetek
A GSMArena csapat azt írta: "Az igazság a Nokia Lumia 610 jelenleg kicsit túlterhelt, azt mondtuk, hogy mindez arról szól, hogy mit kapsz, és nem az, amit ebben az osztályban hiányol, de a jelenlegi helyzetben a versenytársak többet adnak Önnek "Úgy érzem, a józan ész, hogy a megfizethető WP okostelefonok egyetlen módja annak, hogy olcsóbbak legyenek, mint a droid társaik."
Jonathan Choo a FoneArena-ról írta: "Úgy érzem, hogy a Windows Phone Tango 256 MB-os RAM-eszközön való készítéséhez elköltött erőforrások elvesztegetettek, tudom, hogy sokszor használtam a kompromisszumot ebben a felülvizsgálatban, de ez a Lumia 610 Ez egy kompromisszumos telefon, és a Windows Phone Apollo befejezése után gyanítom, hogy ez lesz az első és egyetlen tangóeszköz, amelyet a finn márka szabadon engedtet meg, és egyedül ezt nem tudom ajánlani. Ha a Windows Phone eszközhöz van szüksége, szerezze be a Lumia 710 vagy a HTC Radar programot, vagy nézze meg a régebbi, első generációs Windows Phone eszközök egyikét, mint az Omnia 7 és a HTC 7 Trophy. "

## Specifikációs adatlap
| Specifikáció                 | Specifikáció |
| ---------------------------- | --- |
| Módok                        | GSM 850/900/1800/1900 (UMTS 850/1900/2100) |
| Regionális elérhetőség       | Kína, Eurázsia, India, Közel-Kelet, SEAP |
| Súly                         | 135 g |
| Méretek                      | 119 × 62 × 12 mm |
| Elem élettartama             | Beszélgetési idő: 8 óra (GSM) Készenléti idő: 400 óra (GSM) |
| Kijelző                      | Típus: TFT LCD TFT Színek: 256 000 (18 bites) Méret 2.0 "Felbontás: 240 × 320 képpont |
| Platform / OS                | Mango / (Windows Phone 7,5) |
| Memória                      | 8 GB |
| Digitális TTY / TDD          | Igen |
| Több nyelv                   | Igen |
| Rezgés                       | Igen |
| Bluetooth                    | Támogatott profilok: DUN, FTP, GAP, GOEP, HFP, HSP, OPP, PAN, PBAP, SAP, SDAP, SPP |
| PC Sync                      | Igen |
| USB                          | Micro-USB |
| Több szám név szerint        | Igen |
| Egyéni grafikák              | Igen |
| Egyéni csengőhangok          | Igen |
| Alapértelmezett csengőhangok | Alablaster, Bespoke, Kerékpár, Breeze, Hangjelző, Kockák, Elektronikus, Equinox, Horizont, Császári, Hangulatban Jazz, Kalimba, Lumina, Marbles, Minima, Monkey dob, Mystique, Plinky kalinka, Ringie, Roadie, Rózsafa, Shimmy, Signum, Ezüst, Skysail, Subtile, Sun szórakozás, Pályázat, Timer, Tinker, Topic, Trike, Violet, Westward, Xylophone |
| Adathasználható              | Igen |
| Flight Mode                  | Igen |
| Csomag adatok                | Technológia: GPRS, EDGE |
| WLAN                         | Nem |
| WAP / böngésző               | HTML over TCP / IP, WAP 2.0, Internet Explorer 9 Mobile, XHTML TCP / IP-n keresztül |
| Prediktív szövegbevitel      | T9 |
| Oldalsó gombok               | bekapcsológomb, hangerő-szabályozó gombok, kamera gomb |
| Memóriakártya-nyílás         | nincs bővíthető memória |
| MMS                          | MMS 1.2 / SMIL |
| Szöveges üzenetküldés        | 2-utas: Igen |
| FM rádió                     | Sztereó: Igen |
| Zenelejátszó                 | Támogatott formátumok: AAC, AAC +, AMR-NB, AMR-WB, eAAC +, MIDI hangok (poly 64), mobil XMF, MP3, MP4, NRT, True tónusok, WAV, WMA |
| Kamera                       | Felbontás: 3,2 MP (2048 x 1536 px) |
| Streaming Video              | Nem |
| Videófelvétel                | QVGA, 15 fps / 3GPP formátumok (H.263), H.264 / AVC, MPEG-4, WMV |
| Ébresztőóra                  | Igen |
| Számológép                   | Igen |
| Naptár                       | Igen |
| SyncML                       | Igen |
| To-Do List                   | Igen |
| Hangmemória                  | Igen |
| Játékok                      | Teris, Otthelo, Sudoku, Minecraft, Xbox |
| Headset Jack                 | Igen (3,5 mm) |
| Hangszóró                    | Igen |

## Fordítás
Ez a szócikk részben vagy egészben  a   Nokia Lumia 610 című angol Wikipédia-szócikk fordításán alapul.  Az eredeti cikk szerkesztőit annak laptörténete sorolja fel. Ez a jelzés csupán a megfogalmazás eredetét és a szerzői jogokat jelzi, nem szolgál a cikkben szereplő információk forrásmegjelöléseként.